# 南紀門長江大橋

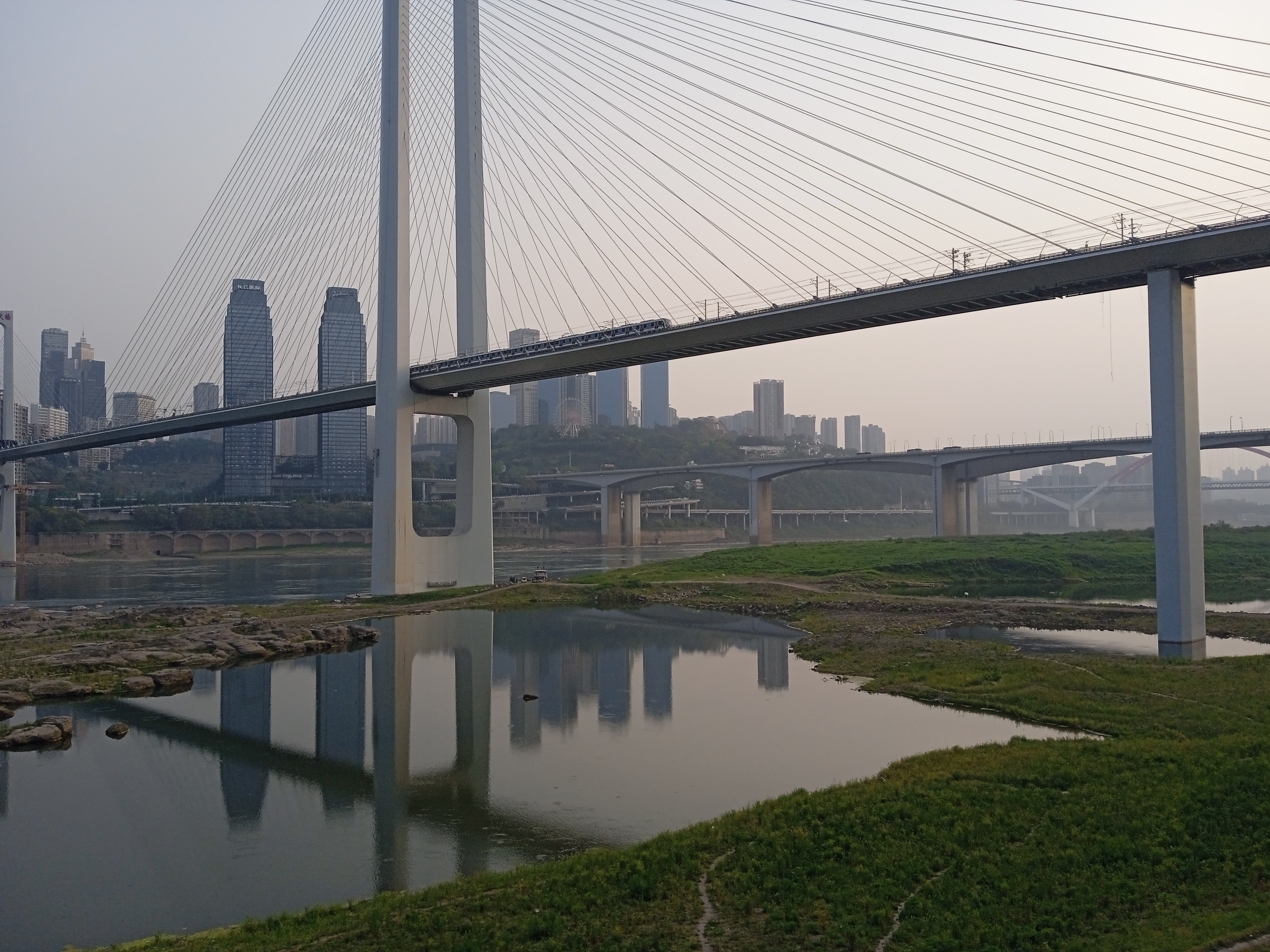
10号线列车通过南纪门大桥

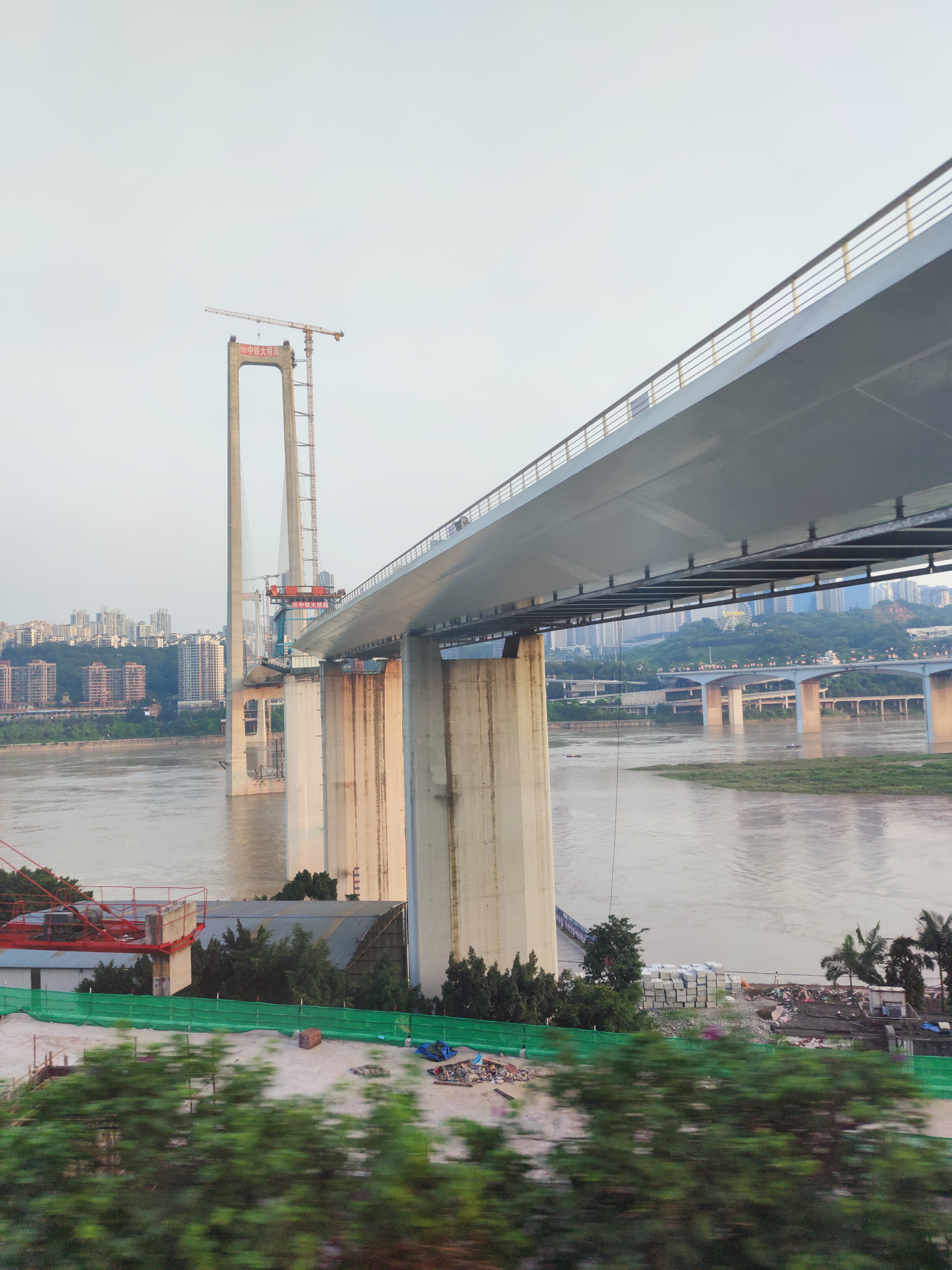
2021年建設中的南纪门大桥

南紀門長江大橋，也称为南纪门轨道大桥，北端位於重慶市渝中區南紀門，南端位於南岸區，是重慶軌道交通10號線的跨長江专用橋樑。
南纪门长江大桥位于重庆轨道交通10号线二期工程后堡站至七星岗站区间，南起南岸区后堡站地铁隧道，穿过南滨国际两栋高层建筑后上跨南滨路，自南向北跨越后，接渝中区地块，上跨长滨路滨江公园、长滨路、南区路、中兴路，止于渝中区七星岗站地铁隧道。

## 概述
设计起点桩号K6+545.597，终点桩号K7+770.991，全桥长1,225.394米（含桥台及引桥范围）。主桥为五跨高低塔双索面斜拉桥，跨径布置为34.5+180.5+480+205+105米，引桥为三跨等截面连续梁桥，跨径布置为3×70米。主桥及引桥主梁均采用钢箱叠合梁的形式，桥塔为门型桥塔形式。项目业主为重庆市轨道交通（集团）有限公司，建设资金全部来自于国有资金，投资约5.5亿元人民币。计划于2017年8月30日开工建设，预计工期40个月。于2023年1月18日随重庆轨道交通10号线二期（鲤鱼池－后堡）同步开通运营。

## 技术参数
南紀門軌道專用橋，跨越長江，連接渝中區與南岸區，是軌道交通十號線二期工程的關鍵控制工程。大橋擬採用高低塔雙索麵斜拉橋橋型方案，全橋總長約1224公尺，寬約20公尺，主橋長約980公尺，主跨跨徑初定約480公尺，引橋長約244公尺。大橋雙線通行軌道As型地鐵車輛，設計行車速度100公里/小時。工程估算總投資約7.3億元人民幣。